# 2017年巴塞罗那恐怖襲擊
2017年8月17日下午約5點，西班牙巴塞罗那蘭布拉大道發生車輛衝撞恐怖襲擊。“伊斯兰国”事後宣称对袭击事件承認責任。

## 事件經過
下午約5時，一部白色飛雅特Talento小貨車於巴塞羅那蘭布拉大道衝向行人。多人被撞倒。
反恐警察抵達前，司機已逃之夭夭。13人被撞死，約100人受傷。
政府發言人於首個記者會中確認事件為恐怖襲擊。

## 伤亡
| 国家／地區 | 死亡人数 | 受傷人數 |
| ---------- | -------- | -------- |
| 德国       | 3        | 0        |
| 義大利     | 1        | 3        |
| 比利时     | 1        | 2        |
| 法國       | 0        | 26       |
| 希腊       | 0        | 3        |
| 荷蘭       | 0        | 3        |
| [ 6 ]      | 0        | 3        |
| 中華民國   | 0        | 2        |
| 羅馬尼亞   | 0        | 2        |
| 丹麦       | 0        | 2        |
| 香港       | 0        | 1        |
| 美国       | 0        | 1        |
| 未知       | 8        | 52       |
| 总数*      | 13       | 100      |

## 其它事件
2017年8月16日，阿尔卡纳尔一所房屋内发生爆炸，一人喪生。西班牙当局怀疑房屋里的人在自製炸弹，準備發動恐怖袭击。
8月18日凌晨，巴塞罗那以南的渡假城市坎布里尔斯发生另一宗汽車衝撞袭击事件，一辆汽车衝向行人，車輛翻倒後，5名袭击者試圖爬出車外，被警察開槍擊斃。警方说，他们带着假的自殺炸彈腰带。6名平民和1名警察在坎布里尔斯的袭击事件中受伤。1名傷者後來不治死亡。
西班牙官員表示上述兩宗事件与巴塞罗那的袭击事件有关联。

## 反應

### 國內
加泰隆尼亞獨立派人士批評西班牙政府在攻擊後出席哀悼儀式是「偽善」，聲稱政府支持販售軍武給沙烏地阿拉伯等國，助長聖戰士的襲擊行為。

### 國外
許多新聞來源認為這起攻擊將會影響2017年加泰隆尼亞獨立公投。

## 影视作品
媒体人柴静及家人曾亲历该事件，并以此为灵感追查欧洲伊斯兰恐怖主义活动。于事件六周年2023年8月17日在YouTube发布纪录片《陌生人——对话圣战分子》。